# Andescynodon
Andescynodon is een geslacht van uitgestorven traversodontide cynodonten uit het Midden-Trias van Argentinië. Fossielen zijn bekend van de Cerro de las Cabras en Cacheutá formaties. Andescynodon is een van de meest basale traversodontiden. Een andere traversodontide genaamd Rusconiodon is ook geïdentificeerd uit de Cerro de las Cabras-formatie, maar wordt nu beschouwd als een jonger synoniem van Andescynodon.

## Ontdekkingsgeschiedenis
De typesoort Andescynodon mendozensis werd in 1967 benoemd door José Fernando Bonaparte. De geslachtsnaam betekent 'de cynodont uit de Andes'. De soortaanduiding verwijst naar de herkomst uit de Rio Mendoza.
Het holotype PVL 3833 werd vermoed gevonden te zijn in de Rio Mendoza-formatie. De locatie waar overblijfselen zijn gevonden, Villa de Potrerillos, bleek later echter deel uit te maken van de Cerro de las Cabras-formatie die dateert uit het Anisien-Ladinien. Het holotype bestaat uit een vrijwel volledige schedel. Talrijke schedels en postcrania zijn toegewezen.
De soort Rusconiodon mignonei, holotype PVL 3840, werd in 1970 benoemd uit dezelfde plaats als Andescynodon mendozensis. De geslachtsnaam eerde Carlos Rusconi. Rusconiodon werd onderscheiden van Andescynodon omdat hij grotere hoektanden had. Tussen de neusgatopeningen en de hoektanden hadden de schedels van Rusconiodon een gat dat de paracanine fossa wordt genoemd. Deze fossa was ook aanwezig bij Andescynodon-schedels, maar kwam niet naar voren als een gat op het bovenoppervlak van de snuit. De paracanine fossa biedt ruimte voor de hoektanden van de onderkaak, die vooral groot waren bij exemplaren van Rusconiodon.
De variatie in grootte van de tanden werd door Liu en Powell (2009) beschouwd als het resultaat van natuurlijke intraspecifieke variatie. De schedels van Andescynodon mendozensis en Rusconiodon mignonei vertegenwoordigden één soort, en omdat Andescynodon als eerste werd benoemd, heeft deze naam prioriteit. Rusconiodon-individuen hebben grotere bovenste hoektanden omdat hun totale lichaamsgrootte groter is. Daarom vertegenwoordigen de twee typen een groeireeks, waarbij Andescynodon kleinere individuen vertegenwoordigt en Rusconiodon grotere individuen.

## Beschrijving
Zoals alle traversodontiden heeft Andescynodon brede postcanine tanden aan de achterkant van zijn kaken. Deze brede tanden worden gezien als bewijs van een herbivoor dieet en geven traversodontiden hun naam (hun tanden zijn overdwars breed). Een onderscheidend kenmerk van Andescynodon is de voorwaartse positie van een richel op deze hoektanden. Het temporale gebied achter de schedel is groot, maar kleiner dan die van verwante traversodontiden. De snuit is veel smaller, maar wordt breder naar de punt toe. De schedel van Andescynodon is ook platter dan bij de meeste traversodontiden.

## Fylogenie
Andescynodon is een van de meest basale leden van Traversodontidae, een groep cynodonten die veel voorkwam in Zuid-Amerika tijdens het Trias. Pascualgnathus is een zeer nauwe verwant van Andescynodon, maar kan worden onderscheiden door het grotere aantal snijtanden en hoektanden. Terwijl Pascualgnathus drie snijtanden heeft aan elke kant van de bovenkaak, heeft Andescynodon er vier (een basaal kenmerk voor een traversodontide). Andescynodon heeft ook meer postcanine tanden dan Pascualgnathus. Zijn schedel is lager en zijn slaapvensters, een paar gaten aan de achterkant van de schedel, zijn korter en smaller. De postcraniale botten van Andescynodon zijn vergelijkbaar met die van de meer basale gomphodont Diademodon, wat suggereert dat hij een relatief basale morfologie had.